# Dianne Reeves
Dianne Reeves (Detroit, Michigan, 23. listopada 1956.) je američka jazz pjevačica, poznata više po svom nastupu nego albumima. Smatra se jednim od najvažnijih suvremenih jazz pjevača.

## Grammy nagrade
Do sada je osvojila četiri Grammy nagrade u kategoriji Najbolje izvedbe jazz vokala, za albume:
- 2001. In the Moment
- 2002. The Calling
- 2003. A Little Moonlight
- 2006. Good Night, and Good Luck (Soundtrack)

Dianne je jedini pjevač koji je osvojio Grammy za tri uzastopna albuma.

## Diskografija
- 1977. - Welcome to My Love
- 1987. - Better Days
- 1988. - I Remember
- 1990. - Never Too Far
- 1991. - Dianne Reeves (same as Better Days)
- 1993. - Art & Survival
- 1994. - Quiet After the Storm
- 1996. - The Grand Encounter
- 1996. - Palo Alto Sessions
- 1997. - That Day
- 1997. - New Morning (live)
- 1999. - Bridges... produced by George Duke.
- 2000. - In The Moment (live)
- 2001. - The Calling: Celebrating Sarah Vaughan
- 2002. - Best of Dianne Reeves
- 2003. - A Little Moonlight
- 2004. - Christmas Time is Here
- 2005. - Good Night, and Good Luck (Soundtrack)
- 2008. - When You Know

## Vanjske poveznice
- (engl.) Službena stranica